# Bystra (Tatry)

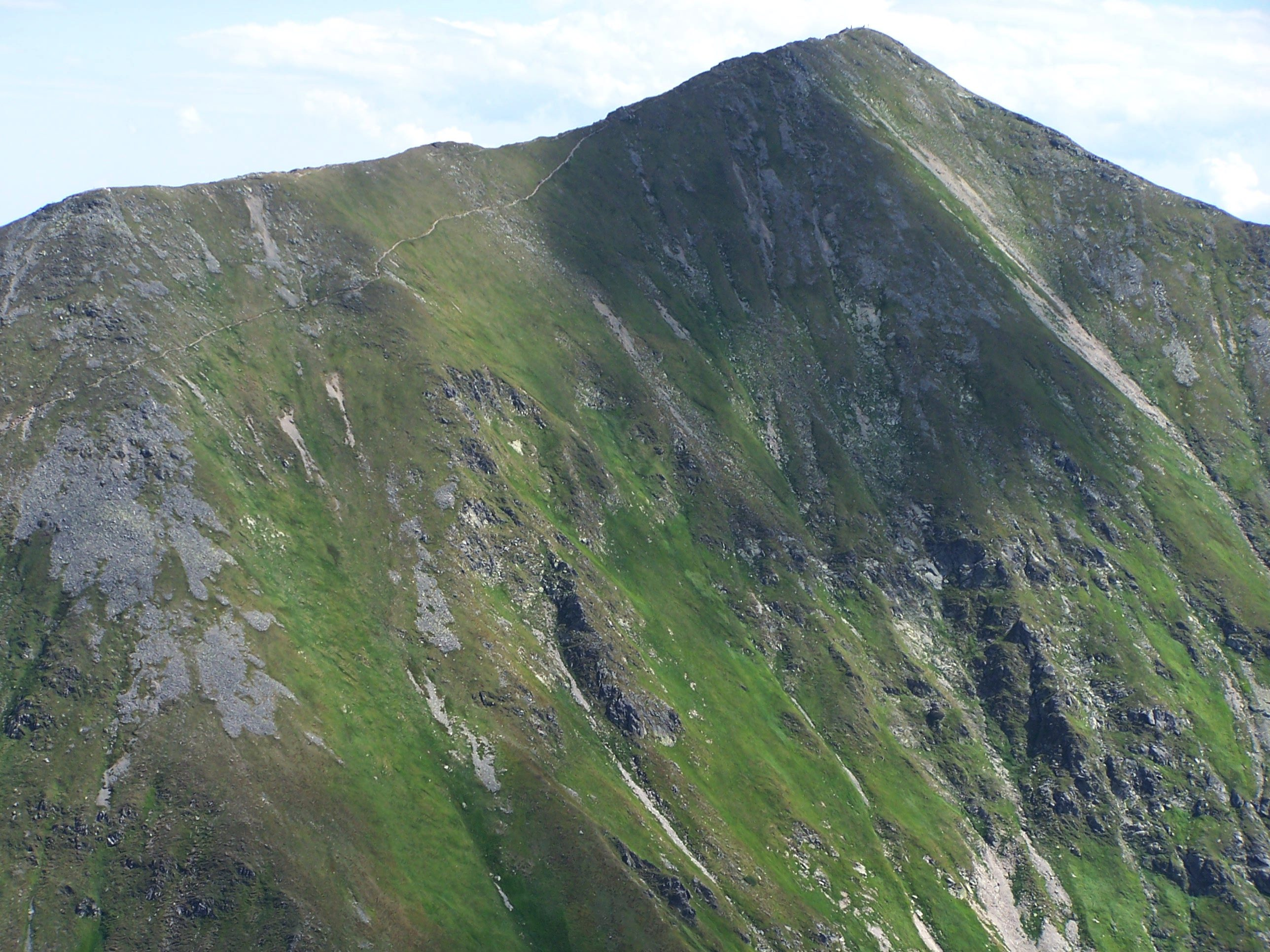
Zachodnie stoki Bystrej i Błyszcza. Widoczny niebieski szlak turystyczny

Bystra (słow. Bystrá) – szczyt w słowackich Tatrach Zachodnich, leżący w odległości 600 m na południe od grani głównej Tatr Zachodnich, po której biegnie granica polsko-słowacka.
Jest to najwyższy szczyt Tatr Zachodnich, wznoszący się na wysokość 2248m n.p.m. ponad trzema dolinami: Gaborową, Kamienistą i Bystrą. Jest zwornikiem dla trzech grani:
- krótka grań w północnym kierunku ze znajdującym się w grani głównej zwornikiem Błyszcz (2158 m), opadająca stromo do Doliny Pyszniańskiej (górne piętro Doliny Kościeliskiej),
- południowo-zachodnia grań Bystrej z kilkoma wierzchołkami,
- południowo-wschodni grzbiet ze szczytem Kotłowej (1986 m).

Pod południowymi ścianami Bystrej znajduje się kilka Bystrych Stawów.
Bystra zbudowana jest z łupków krystalicznych i przewarstwień z białego granitu. W przeszłości jej strome zbocza były wypasane i to aż pod wierzchołek. Rudziejący już w połowie lata sit skucina przebarwia je na czerwonawo. Ze zboczy tych, o bardzo dużej wysokości względnej i niemal w całości trawiastych zsuwają się ogromne lawiny, jedne z największych w Tatrach.
Dawniej nazywana była przez górali Pyszną, gdyż wznosiła się nad halą o tej nazwie. Na mapie Baltazara Hacqueta z 1796 r. opisana jest jako Pysna Mons. Rizzi Zannoni w 1772 r. nazywał ją Bistro, tak samo Matej Bel w 1736 r.
Ze względu na łatwość dostępu oraz prowadzone w tym rejonie Tatr prace poszukiwania i wydobycia różnych minerałów Bystra była odwiedzana zapewne już od dawna. Nie sposób podać pierwszego jej zdobywcę. Najprawdopodobniej na samym początku lat 20. XIX w. dotarli na nią austriaccy topografowie wojskowi, przygotowujący tzw. franciszkowe zdjęcie Węgier. Piramidę „triangulacyjną”  na wierzchołku Bystrej oglądał jeszcze w 1838 r. Ludwik Zejszner. Od tego czasu Bystra była jednym z ważniejszych punktów triangulacyjnych podczas sporządzania kartograficznych pomiarów Tatr.
Szczyt był często zwiedzany przez turystów zwłaszcza od polskiej strony. Pierwszego znanego wejścia zimowego dokonali Ada Świderska z przewodnikiem Klimkiem Bachledą. Przed II wojną światową Bystra była bardzo popularnym celem wycieczek, wspinano się na nią również nocą, by podziwiać wschód słońca. Turyści nocowali w nieistniejącym już schronisku w Dolinie Pyszniańskiej (spalonym przez Niemców w czasie wojny), a w jeszcze dawniejszych czasach w leśniczówce i gospodzie na Starych Kościeliskach. Była malowana m.in. przez Jana Nepomucena Głowackiego, Wojciecha Gersona.
Widok z Bystrej należy do wybitnych. W 1928 r. Jerzy Młodziejowski pisał o Bystrej: „Wszystko chciałoby się zapamiętać... Bo też widok z Bystrej jest tak wspaniały, że nie tylko geografa, ale i zwykłego turystę zdoła poruszyć.” Wśród szczytów Tatr Wysokich, jakie stąd widać, wyróżniają się swoją strzelistą sylwetką Świnica i Krywań. W zachodnim kierunku widać podłużne, ułożone w harmonijkę grzbiety Tatr Zachodnich, po północnej stronie wyróżniają się masywne wapienne ściany Czerwonych Wierchów i Kominiarskiego Wierchu.

## Szlaki turystyczne
– żółty szlak od Tatrzańskiej Drogi Młodości (nr 537) w miejscowości Przybylina przez Dolinę Bystrą na szczyt Bystrej. Czas przejścia: 4 h, ↓ 3 h
  – niebieski szlak przebiegający południowymi zboczami szczytów w grani głównej i prowadzący od zielonego szlaku (Pod Klinem – Liliowy Karb) w Dolinie Gaborowej na Banistą Przełęcz, a z niej stokami Błyszcza na szczyt Bystrej.
- Czas przejścia od rozdroża ze szlakiem zielonym na przełęcz: 1 h, ↓ 40 min
- Czas przejścia z przełęczy na Bystrą: 40 min, ↓ 25 min

Oba te szlaki otwarte są dla turystów tylko w okresie od 15 VI do 31 X. Na Bystrą prowadzi też ścieżka z Błyszcza (15 min, ↓ 10 min), nie stanowiąca jednak oficjalnego szlaku turystycznego.